# スポーツ・観光省 (ポーランド)
スポーツ・観光省（スポーツ・かんこうしょう、ポーランド語: Ministerstwo Sportu i Turystyki、略称：MSiT）は、ポーランドの中央省庁のひとつで、スポーツ・観光行政担当官庁。長はスポーツ・観光大臣。

## 概要
2005年にスポーツ省として設立され、2007年に経済省の管轄下であった観光行政を引継ぎ新たにスポーツ・観光省として改組された。

## 職掌
- 一般・競技スポーツの振興。
- 国内の全スポーツ団体の監督。
- 体育・レクリエーション・リハビリテーション・青少年のスポーツ参加・身体障害者のためのスポーツの振興、スポーツに関する認定業務。
- 国外からのポーランド観光の振興・促進。

## 機構
- 分析・スポーツ政策局（Departament Analiz i Polityki Sportowej）
- 経済・財政局（Departament Ekonomiczno-Finansowy）
- スポーツ基盤整備局（Departament Infrastruktury Sportowej）
- 法務局（Departament Prawny）
- スポーツ振興・促進局（Departament Rozwoju i Promocji Sportu）
- 競技スポーツ局（Departament Sportu Wyczynowego）
- 観光局（Departament Turystyki）
- 国際協力局（Departament Współpracy Międzynarodowej）
- 管理・内部監査事務局（Biuro Kontroli i Audytu Wewnętrznego）
- ユーロ2012事務局（Biuro do Spraw EURO 2012）
- 機密情報保護事務局（Biuro Spraw Obronnych i Ochrony Informacji Niejawnych）
- 管理事務局（Biuro Administracyjne）